# 根本行都
根本 行都（ねもと ゆきさと、1902年 - 没年不明）は、日本の野球選手・監督。東京都出身。

## 来歴・人物
早稲田中学校（現在の早稲田高等学校）から茨城県の竜ヶ崎中学校に転校し、1921年の甲子園に投手として出場（初戦で大連商に3-5で惜敗）。早稲田大学では名遊撃手として活躍した。
プロ野球選手としての経歴はないものの、指導者として長く様々なチームに関わった。早大進学後には、合宿を抜け出して母校の竜ヶ崎中学校を泊まり込みで指導し、甲子園に導いている。秋田商や中央大学の監督を経て、1938年に桝嘉一の後任として名古屋軍の監督に就任した。
しかし、当時の名古屋軍は主力が抜けた後でチーム事情が悪く、投手では西沢道夫・松尾幸造、打者では大沢清が活躍するも低迷。2年3季のシーズンを指揮したが、勝率5割を超えたのは1938年秋季のみであった。1939年5月30日の阪急戦で1-10で大敗したことをきっかけに、小西得郎に監督の座を譲って辞任した。戦後の1958年には中央大学野球部にコーチとして復帰し指導にあたった。

## 詳細情報

### 通算監督成績
- 107試合　40勝61敗6分　勝率 .396

### 年度別監督成績
| 年度      | 球団      | 順位      | 試合 | 勝利 | 敗戦 | 引分 | 勝率 |
| --------- | --------- | --------- | ---- | ---- | ---- | ---- | ---- |
| 1938春    | 名古屋    | 7位       | 35   | 11   | 24   | 0    | .314 |
| 1938秋    | 名古屋    | 4位       | 40   | 19   | 18   | 3    | .514 |
| 1939      | 名古屋    | 8位       | 32   | 10   | 19   | 3    | .345 |
| 通算：2年 | 通算：2年 | 通算：2年 | 107  | 40   | 61   | 6    | .396 |

- 1939年は開幕から5月30日まで

### 背番号
- 30 （1938年春 - 1939年途中）